# 환서초등학교

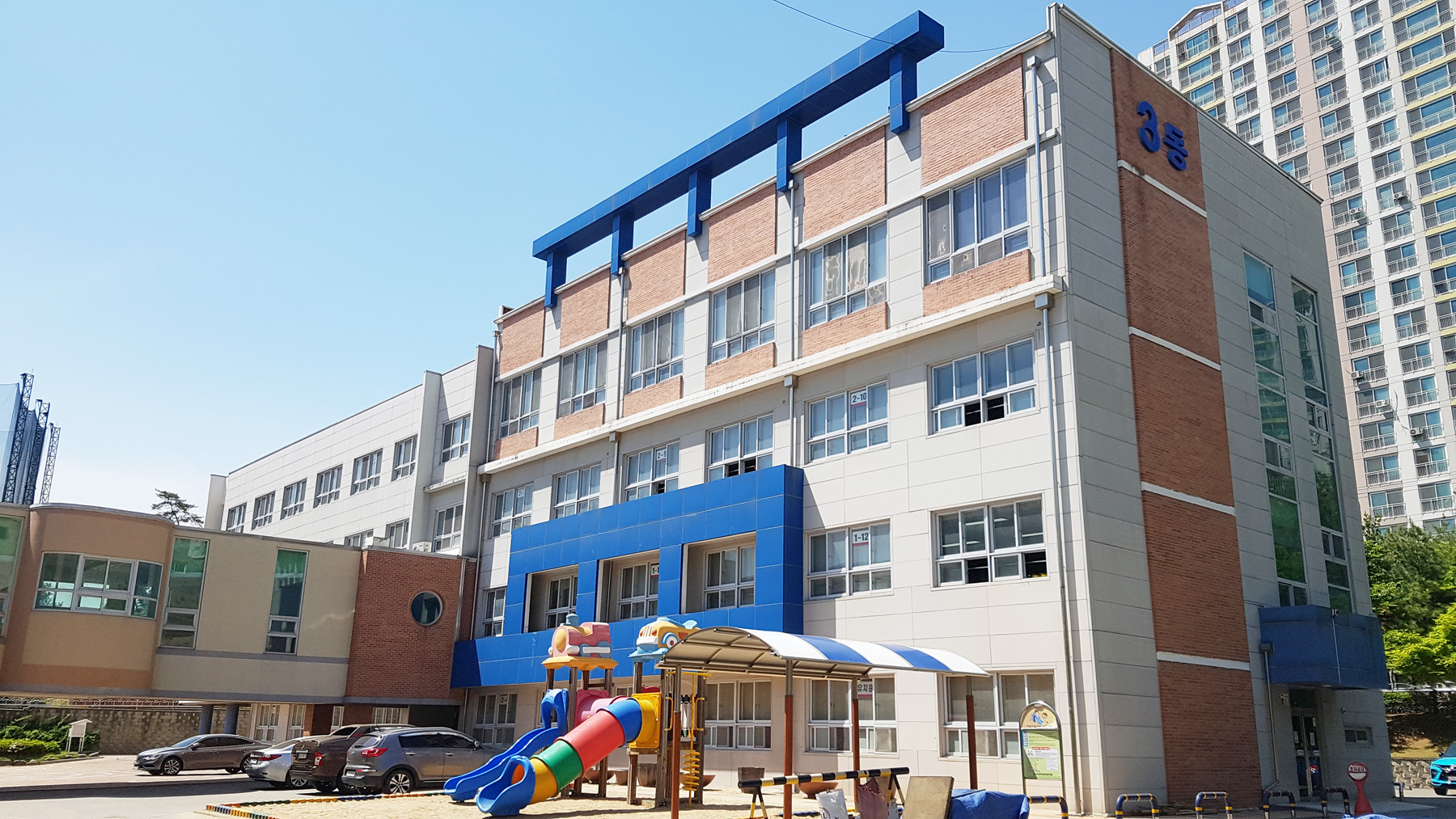
천안 환서초등학교

환서초등학교는 대한민국 충청남도 천안시 서북구에 있는 공립 초등학교이다.

## 학교 연혁
- 1949년 9월 1일: 환성국민학교 환성분교장 설치
- 1955년 6월 1일: 환서국민학교 개교
- 1982년 3월 8일: 병설유치원 개원
- 1996년 3월 1일: 환서초등학교로 개칭
- 2002년 3월 1일: 24학급(특수 1학급) 편성
- 2013년 2월 14일: 제59회 졸업
- 2013년 3월 1일: 37학급(특수 2학급) 편성
- 2014년 3월 1일: 47학급(특수 2학급) 편성
- 2015년 3월 1일: 61학급(특수 2학급) 편성
- 2017년 2월 10일: 제63회 졸업
- 2017년 3월 1일: 70학급(특수 2학급) 편성
- 2018년 2월 9일: 제64회 졸업
- 2018년 3월 1일: 70학급(특수 2학급) 편성, 병설유치원 1학급

## 참고 자료
- 천안환서초등학교 - 한국교육학술정보원 학교알리미